# Aphidiinae

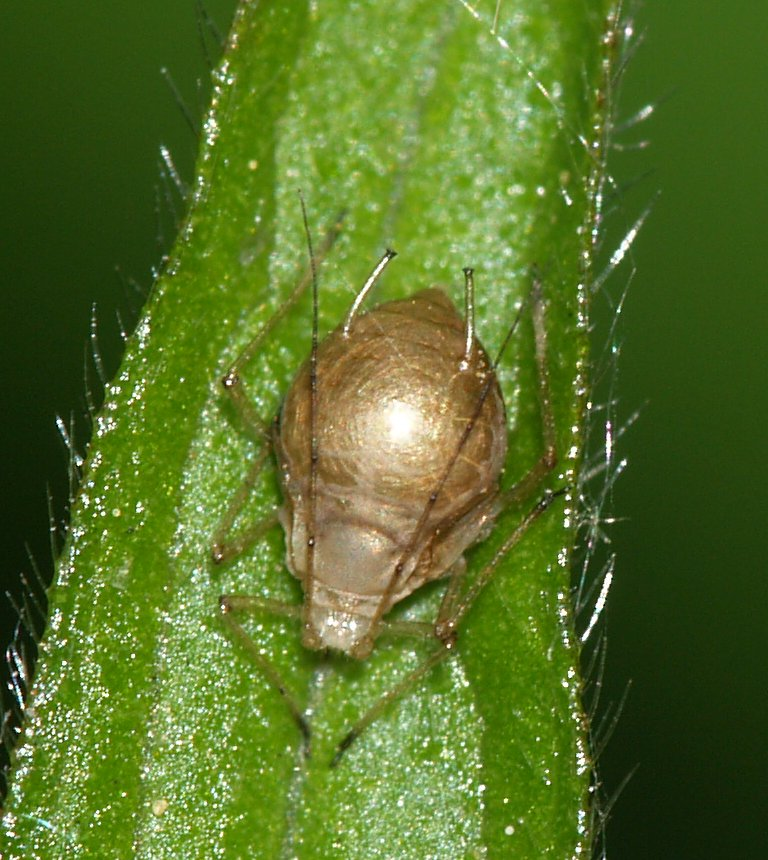
Заражённая браконидой тля

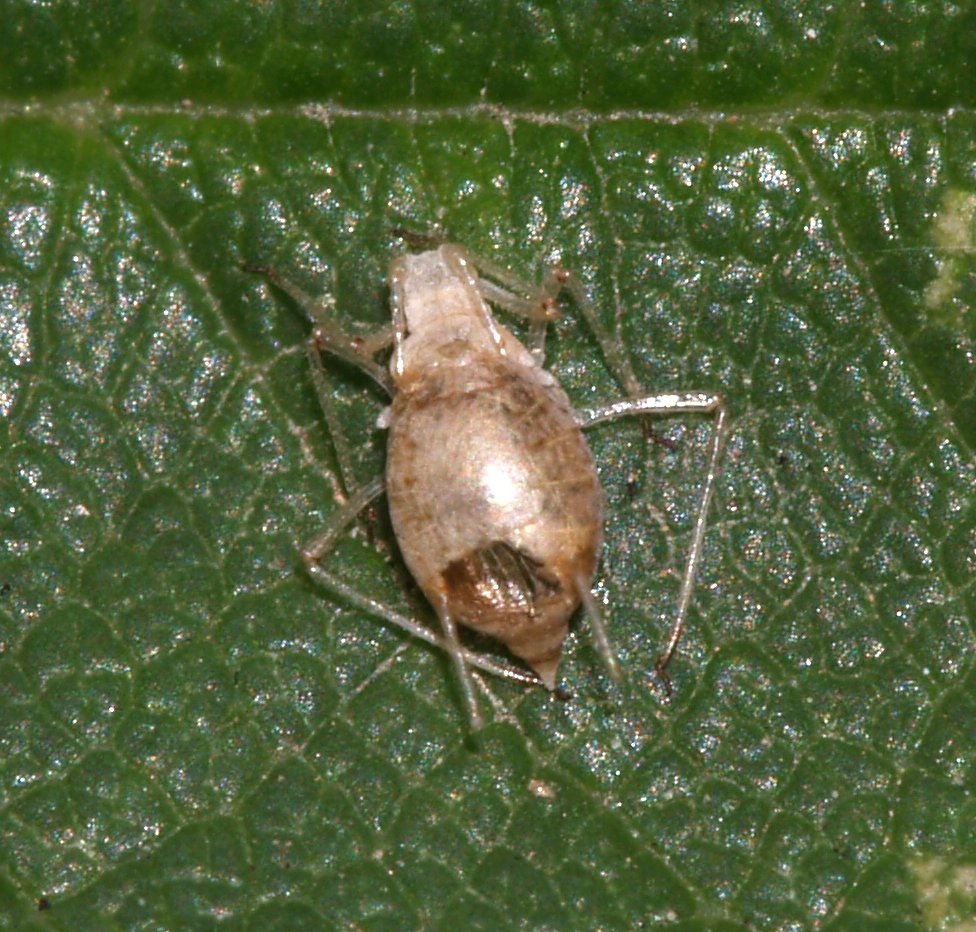

Aphidiinae (лат.) (тлевые наездники) — подсемейство паразитических наездников семейства Braconidae надсемейства Ichneumonoidea подотряда Стебельчатобрюхие отряда Перепончатокрылые. Иногда выделяется в отдельное семейство Aphidiidae.
Не путать с термином Aphididae (настоящие тли).

## Описание
Большинство видов — эндопаразитоиды тлей. Афидиины откладывают свои яйца в тело тлей, которые продолжают после этого питаться, но не размножаются. Личинки афидиин окукливаются, как правило, внутри погибшей тли, а у представителей Praon (и других Prainae s.l.) кокон плетётся снаружи тли. Нитевидные усики состоят из 10—29 члеников. Голова почти кубическая или поперечная. Нижнечелюстные щупики состоят из 2—4 члеников, а нижнегубные — из 1—3 члеников. Зимуют в стадии предкуколки, а мирмекофильные виды зимуют в стадии имаго прямо в муравейнике.

## Систематика
Около 50 родов и более 400 видов.
На Ближнем Востоке 111 видов (18 родов), в Иране — 92 вида.

### Список родов
Триба Ephedrini
- Ephedrus

Триба Praini
- Areopraon
- Dyscritulus
- Praon
- Pseudopraon

Триба Trioxini
- Trioxys
- Monoctonia
- Lipolexis

Триба Aphidiini
- Aphidius
- Diaeretiella
- Diaeretus
- Lysaphidus
- Pauesia
- Protaphidius
- Pseudopauesia
- Adialytus
- Lysiphlebus
- Xenostigmus

Incertae sedis
- †Sakhalinoctonus